# Севтополски надпис
Севтополският надпис или Големият надпис от Севтополис е документ на старогръцки език, от началото на III век пр. Хр., намерен при разкопките на древния град Севтополис.
Текстът представлява клетва на съпругата Береника на Севт III и синовете ѝ относно задължения, поети от Севт. Надписът разкрива данни за организацията на тракийските градове Севтополис и Кабиле в началото на III в. Според надписа, и двата града имат агора (тържище и/или площад). В Кабиле има храм на Артемида Фосфорос (Фосфорион) и олтар на Аполон, а в Севтополис – храмове на Дионис и на Самотракийските богове.
Намерен при разкопки в т.нар. „дворец“ в Севтополис през 1953 г. Издялан е в 37 реда върху каменна плоча с фронтон, с размери 63 х 25 см, дебелина 6 см.
| „                     | На добър час. Клетва на Береника и синовете ѝ относно Епимен: тъй като, когато Севт [ΙΙΙ] бе в добро здраве [т.е. бе жив], предаде на Спарток Епимен и неговите имущества, а Спарток му даде клетва [гаранция – за Севт] относно тези неща, Береника и нейните синове – Хебризелм, Терес, Саток и Садала [и техните потомци – ?] решиха: да предоставят Епимен на Спарток – него и имуществата му – за цял живот. На Епимен се вменява в дълг да служи на Спарток или на тези, на които Спарток [му] заповяда, доколкото [му] позволяват силите. А синовете на Береника да изведат от храма на Самотракийските богове Епимен, при което да не му причиняват вреда по никакъв начин изобщо. А да го предадат на Спарток заедно с имуществата му и да не присвояват нищо от имуществата му, при положение, че той не извърши никаква неправда [нищо нередно]. Но се появи съмнение, че той [Епимен] върши нещо нередно, по отношение на тези неща, Спарток да бъде арбитър. Тази пък клетва да бъде написана на каменни плочи [4 на брой], [които] да бъдат поставени – [една] в [град] Кабиле във Фосфориона, [друга] на агората при олтара на Аполон, а [трета] – в Севтополис – в храма на Великите богове и [четвърта] – на агората в храма на Дионис до олтара. А на заклелите се и на тези, които спазват клетвите, да им бъде за добро и за щастие, а от страна на Береника да останат в сила по отношение на него и старите [предишните] клетви [т.е. Береника да спази и старите клетви, дадени от Севт на Спарток по отношение на Епимен]. | “ |
| Превод (Методи Манов) | |   |